# Brendan Rodgers
Pour les articles homonymes, voir Rodgers.
Brendan Rodgers, né le 26 janvier 1973 à Carnlough au Royaume-Uni, est un ancien footballeur nord-irlandais devenu entraîneur. Depuis 2023, il est l'entraîneur du Celtic FC.
Il est connu pour avoir entraîné les équipes de Swansea City, du Liverpool FC, Celtic FC et de Leicester City.

## Carrière de joueur
Rodgers était joueur de Ballymena United en Championnat d'Irlande du Nord.

## Carrière d'entraîneur

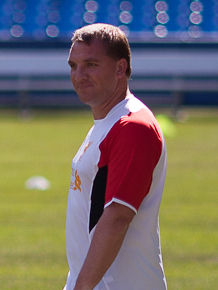
Brendan Rodgers pendant une session d'entraînement de Liverpool à Toronto, le 21 juillet 2012.

En 2004, il était entraîneur de l'équipe des jeunes à Chelsea lorsque José Mourinho en était le manager général. Après son expérience à Chelsea, Rodgers dirige les équipes premières de Watford, Reading et Swansea City.
Il signe à Swansea City le 16 juillet 2010 et, dès sa première saison, il parvient à faire monter le club en Premier League. En milieu de saison et en raison des bons résultats du club au plus haut niveau, il signe une prolongation de contrat et s'engage jusqu'à l'été 2015.
Le 31 mai 2012, il signe à Liverpool qui verse une compensation d'un peu plus de 4 millions d'euros à Swansea. Colin Pascoe, Chris Davies et Glen Driscoll, les adjoints de Rodgers, le suivent également.
À la tête du club de la Mersey, Rodgers a comme objectif de remettre en selle une équipe sur le déclin depuis 2010 et malgré une première saison difficile (7e du championnat), Brendan Rodgers lance de jeunes joueurs comme Raheem Sterling ou Jon Flanagan tout en faisant confiance aux anciens et lors de la saison 2013-2014, Liverpool réalise son meilleur championnat depuis 2009-2010 en terminant à la 2e place juste derrière Manchester City. Une saison marqué par un duo d'attaque prolifique formé de Luis Suárez et de Daniel Sturridge ainsi que la révélation de Sterling et la renaissance de Jordan Henderson.
La saison suivante est plus compliquée, Suarez signe au FC Barcelone pour une somme allant de 75 M€ à 90 M€ selon les sources. Il s'ensuit un recrutement pléthorique (Emre Can, Javier Manquillo, Alberto Moreno, Mario Balotelli, Rickie Lambert...) qui ne semble pourtant pas apporter un plus au collectif de Rodgers. Le début de saison est mauvais, avec une piètre 11e place en décembre 2014. Rodgers décide alors de changer de tactique, passant du 4-3-3 au 3-4-3 plus offensif qui fait ses preuves puisque le club remonte largement au classement.
Le 4 octobre 2015, Brendan Rodgers est licencié avec effet immédiat à la suite du match nul à Everton (1-1), le deuxième de la semaine après celui face au FC Sion en Ligue Europa, et un mauvais début de championnat (10e avec 12 points) succédant à une saison 2014-2015 décevante (6e place) malgré de forts investissements sur le marché des transferts (250M€ sur 2 ans). Il est alors remplacé par l'Allemand Jürgen Klopp.
Le 20 mai 2016, le Celtic FC annonce sur son site internet la nomination de Brendan Rodgers au poste d'entraîneur. Il succède au Norvégien Ronny Deila.
Le 26 février 2019, Rodgers est nommé entraîneur de Leicester City. Le 2 avril 2023, les Foxes annonce d'un accord commun se séparer de lui.

## Engagement social
Après la victoire des Swans en play-offs, Rodgers entreprend en juin 2011 l'ascension du Kilimandjaro (Tanzanie) pour soutenir le Marie Curie Cancer Care, association caritative britannique qui récolte des fonds pour la lutte contre le cancer. Il explique cet engagement par la maladie de son père, à qui notamment il dédie son ascension.

## Statistiques
Ce tableau présente les statistiques d’entraîneur de Brendan Rodgers.
(Mise à jour au 15 février 2017)
| Saison                | Club                  | Championnat           | Championnat | Championnat | Championnat | Championnat | Coupe nationale | Coupe nationale | Coupe nationale | Coupe nationale | Coupe de la Ligue | Coupe de la Ligue | Coupe de la Ligue | Coupe de la Ligue | Supercoupe | Supercoupe | Supercoupe | Supercoupe | Plays-off | Plays-off | Plays-off | Plays-off | Compétition continentale | Compétition continentale | Compétition continentale | Compétition continentale | Compétition continentale | Total  | Total | Total | Total | % Victoires |
| Saison                | Club                  | Division              | Matchs      | V           | N           | D           | Matchs          | V               | N               | D               | Matchs            | V                 | N                 | D                 | Matchs     | V          | N          | D          | Matchs    | V         | N         | D         | Type                     | Matchs                   | V                        | N                        | D                        | Matchs | V     | N     | D     | % Victoires |
| --------------------- | --------------------- | --------------------- | ----------- | ----------- | ----------- | ----------- | --------------- | --------------- | --------------- | --------------- | ----------------- | ----------------- | ----------------- | ----------------- | ---------- | ---------- | ---------- | ---------- | --------- | --------- | --------- | --------- | ------------------------ | ------------------------ | ------------------------ | ------------------------ | ------------------------ | ------ | ----- | ----- | ----- | ----------- |
| 2008 - 2009           | Watford FC            | Championship          | 27          | 11          | 6           | 10          | 3               | 2               | 0               | 1               | 1                 | 0                 | 0                 | 1                 | -          | -          | -          | -          | -         | -         | -         | -         | -                        | -                        | -                        | -                        | -                        | 31     | 13    | 6     | 12    | 42%         |
| Total                 | Total                 | Total                 | 34          | 13          | 10          | 11          | 3               | 2               | 0               | 1               | 1                 | 0                 | 0                 | 1                 | -          | -          | -          | -          | -         | -         | -         | -         | -                        | -                        | -                        | -                        | -                        | 31     | 13    | 6     | 12    | 42%         |
| 2009 - dec 2009       | Reading FC            | Championship          | 21          | 5           | 6           | 10          | -               | -               | -               | -               | 2                 | 0                 | 0                 | 1                 | -          | -          | -          | -          | -         | -         | -         | -         | -                        | -                        | -                        | -                        | -                        | 23     | 6     | 6     | 11    | 26%         |
| Total                 | Total                 | Total                 | 21          | 5           | 6           | 10          | -               | -               | -               | -               | 2                 | 1                 | 0                 | 1                 | -          | -          | -          | -          | -         | -         | -         | -         | -                        | -                        | -                        | -                        | -                        | 23     | 6     | 6     | 11    | 26%         |
| 2010 - 2011           | Swansea City          | Championship          | 46          | 24          | 8           | 14          | 2               | 1               | 0               | 1               | 4                 | 3                 | 0                 | 1                 | -          | -          | -          | -          | 3         | 2         | 1         | 0         | -                        | -                        | -                        | -                        | -                        | 55     | 30    | 9     | 16    | 55%         |
| 2011 - 2012           | Swansea City          | Premier League        | 38          | 12          | 11          | 15          | 2               | 1               | 0               | 1               | 1                 | 0                 | 0                 | 1                 | -          | -          | -          | -          | -         | -         | -         | -         | -                        | -                        | -                        | -                        | -                        | 41     | 13    | 11    | 17    | 32%         |
| Total                 | Total                 | Total                 | 84          | 36          | 19          | 29          | 4               | 2               | 0               | 2               | 5                 | 3                 | 0                 | 1                 | -          | -          | -          | -          | 3         | 2         | 1         | 0         | -                        | -                        | -                        | -                        | -                        | 96     | 43    | 20    | 33    | 45%         |
| 2012 - 2013           | Liverpool FC          | Premier League        | 38          | 16          | 13          | 9           | 2               | 1               | 0               | 1               | 2                 | 1                 | 0                 | 1                 | -          | -          | -          | -          | -         | -         | -         | -         | C3                       | 12                       | 7                        | 2                        | 3                        | 54     | 25    | 15    | 14    | 46%         |
| 2013 - 2014           | Liverpool FC          | Premier League        | 38          | 26          | 6           | 6           | 3               | 2               | 0               | 1               | 2                 | 1                 | 0                 | 1                 | -          | -          | -          | -          | -         | -         | -         | -         | -                        | -                        | -                        | -                        | -                        | 43     | 29    | 6     | 8     | 67%         |
| 2014 - 2015           | Liverpool FC          | Premier League        | 38          | 18          | 8           | 12          | 7               | 4               | 2               | 1               | 5                 | 3                 | 1                 | 1                 | -          | -          | -          | -          | -         | -         | -         | -         | C1+C3                    | 6+2                      | 1+1                      | 2+0                      | 3+1                      | 58     | 27    | 13    | 18    | 47%         |
| 2015 - oct 2015       | Liverpool FC          | Premier League        | 8           | 3           | 4           | 2           | -               | -               | -               | -               | 1                 | 1                 | 0                 | 0                 | -          | -          | -          | -          | -         | -         | -         | -         | C3                       | 2                        | 0                        | 0                        | 2                        | 11     | 4     | 5     | 2     | 36%         |
| Total                 | Total                 | Total                 | 122         | 63          | 31          | 29          | 12              | 7               | 2               | 6               | 10                | 5                 | 1                 | 4                 | -          | -          | -          | -          | -         | -         | -         | -         | -                        | 22                       | 9                        | 4                        | 9                        | 166    | 85    | 39    | 42    | 51%         |
| 2016-2017             | Celtic Glasgow        | Premiership           | 24          | 23          | 1           | 0           | 2               | 2               | 0               | 0               | 4                 | 4                 | 0                 | 0                 | -          | -          | -          | -          | -         | -         | -         | -         | C1                       | 12                       | 3                        | 4                        | 5                        | 42     | 32    | 5     | 5     | 76%         |
| Total sur la carrière | Total sur la carrière | Total sur la carrière | 285         | 140         | 67          | 79          | 21              | 13              | 2               | 3               | 22                | 13                | 1                 | 7                 | -          | -          | -          | -          | 3         | 2         | 1         | 0         | -                        | 34                       | 12                       | 8                        | 14                       | 358    | 179   | 76    | 103   | 50%         |

## Palmarès d'entraineur

### En club
Swansea City
- Playoffs de Championship
  - Vainqueur en 2011

 Liverpool FC
- Championnat d'Angleterre
  - Vice-champion en 2014

 Celtic Glasgow
- Scottish Premier League
  - Champion en 2017, 2018, 2019, 2024, 2025

- Coupe de la Ligue
  - Vainqueur en 2016 et 2017
- Coupe d'Ecosse
  - Vainqueur en 2017, 2018 et 2024

 Leicester City
- Coupe d'Angleterre
  - Vainqueur en 2021
- Community Shield
  - Vainqueur en 2021

### Distinctions personnelles
Swansea City
Championnat d'Angleterre de football D2
- Meilleur entraîneur : février 2011[14]

Liverpool Football Club
Championnat d'Angleterre de football
- Meilleur entraîneur : août 2013
- Entraîneur LMA de la saison 2013-2014